# Gao Jiamin
Gao Jiamin (Fuzhou, 26 giugno 1966) è un'ex artista marziale cinese naturalizzata statunitense, praticante il wushu taolu. Ha avuto una carriera competitiva molto impressionante durante gli anni '90, ed era conosciuta come la "Regna di Taiji".

## Carriera
Gao iniziò praticare wushu quando aveva otto anni. Nel 1977, è diventata una membra della Squadra di Wushu di Fujian. La sua prima competizione internazionale era i XI Giochi asiatici in Pechino nel 1990 dove ha vinto la medaglia d'argento nel taijiquan femminile. Nel 1991 ai primi Campionati mondiali di wushu, è diventata la prima campionessa del mondo nel taijiquan femminile. Un anno dopo, Gao ha vinto di nuovo in taijiquan ai Campionati asiatici di wushu. Nel 1993, è andata ai primi Giochi dell'Asia orientale in Shanghai è ha vinto in taijiquan. Nel 1994, ha gareggiato nei XII Giochi asiatici in Hiroshima, e ha vinto la medalglia d'oro nel taijiquan femminile. A dopo di tre anni, Gao è ritornata a competizione e ha vinto di nuovo la medaglia d'oro in taijiquan ai II Giochi dell'Asia orientale in Pusan. Per la sua ultima competizione, Gao ha gareggiato nei XIII Giochi asiatici in Bangkok nel 1998 e ha vinto la medaglia d'oro nel taijiquan femminile. Nel 1999, si è ritirata dalle competizione.
Nel 2000, Gao con il suo marito, Yu Shaowen, si sono trasferiti negli Stati Uniti. Oggi, insegnano al U.S. Wushu Center in Portland, Oregon.